# 别廖佐沃农村居民点 (拉蒙区)
别廖佐沃农村居民点（俄语：Берёзовское сельское поселение）是俄罗斯联邦沃罗涅日州拉蒙区所属的一个农村居民点。其下辖有4个居民点，行政中心为别廖佐沃。据2016年统计，该农村居民点的人口为2065人。